# Халиков, Муллаян Давлетшинович
Муллаян Давлетшинович Халиков (Мулладжан Давлетшенович, баш. Муллайән Дәүләтша улы Халиҡов, 23 января [4 февраля] 1894 — 27 сентября 1937) — государственный и общественный деятель, участник и один из лидеров Башкирского национального движения, народный комиссар просвещения и социального обеспечения, председатель Совета народных комиссаров Башкирской АССР (1921—1925).

## Биография
Муллаян Халиков родился 23 января (4 февраля по новому стилю) 1894 года третьим ребенком в семье башкира-вотчинника, в деревне Актау Белебеевского уезда Уфимской губернии (ныне село Староактау Буздякского района Башкортостана). Башкир по национальности.
Окончил медресе «Мухаммадия» в г. Троицке. С отличием окончил семинарию в том же городе, и в 1915 году был направлен на работу учителем школы в город Орск. После Февральской революции Халиков избирается делегатом Первого Всебашкирского съезда (курултая), состоявшегося в июле 1917 года в Караван-Сарае, и Второго Всебашкирского съезда, состоявшегося в августе в городе Уфе. После второго съезда избирается Башкирское центральное шуро, в состав которого вошел и Муллаян Халиков.
Состоявшийся в конце 1917 года очередной Всебашкирский съезд утвердил это решение и создал национальное правительство, а Халиков стал членом правительства. Он установил контакты с Комитетом членов Учредительного Собрания в Самаре — единственным на то время легитимным верховным органом власти в России. Заки Валиди с Комучем поддерживали постоянную связь через Муллаяна Халикова, направленного в Самару в качестве представителя Башкирского правительства. Самарские учредиловцы положительно отнеслись к идее самоопределения Башкирской Республики и в сентябре 1918 года объявили о признании Башкирской Республики, подписали Договор между Башкирским Правительством и Комитетом членов Учредительного Собрания. После взятия Уфы Красной армией, Муллаян Халиков 30 января 1919 года прибывает туда как представитель Башкирского Правительства, ведет переговоры с губернским ревкомом о переходе башкирских частей на сторону Советов. Уфимский губернский ревком информирует Центр о начале этих переговоров. В ответ В. И. Ленин и И. В. Сталин в феврале телеграфировали в Уфу: «Предлагаем не отталкивать Халикова, согласиться на амнистию при условии создания единого фронта с башкирскими полками против Колчака».
В 1919 году Халиков вступает в ряды РКП(б), а в 1919 году становится членом Башревкома. 20 марта 1919 года в Москве подписывается Соглашение центральной Советской власти с Башкирским правительством о Советской Автономной Башкирии. Со стороны центра документ подписывали от имени СНК РСФСР В. И. Ленин, и. о. председателя ВЦИК М. Ф. Владимирский, народный комиссар по делам национальностей И. В. Сталин, секретарь ВЦИК А. Енукидзе, а со стороны Башкортостана — председатель Башкирского правительства Мухаметхан Кулаев, член Башкирского центрального совета М. Халиков и адъютант командующего Башкирскими войсками Абдрашит Бикбавов. В состав Башревкома были введены М. Халиков и Х. Юмагулов. В 1920—1921 годах Халикова назначают председателем Тамьян-Катайского кантревкома, с 1921 года он работает в правительстве заместителем председателя комитета по трудовой повинности, наркомом социального обеспечения и наркомом просвещения Башкирской республики.
В июле 1921 года Муллаян Халиков избирается председателем Совета Народных Комиссаров Башкирской АССР. По инициативе Халикова правительство ходатайствует об освобождении Башкирии от продналога, причисления её к местностям, объявленным голодающими, оказания продовольственной и финансовой помощи. БАССР решением Советского правительства была отнесена к числу голодающих районов, нуждающихся в чрезвычайной помощи, и освобождена от продовольственного налога. 9 августа 1921 года создается Башкирская областная комиссия помощи голодающим. Она организует бесплатное питание нетрудоспособного населения, общественные работы для тех, кто мог трудиться. Башкирское правительство предпринимает отчаянные усилия по обеспечению крестьянских хозяйств семенами для организации посева 1922 году, от которого зависела жизнь жителей края, направляет своих представителей в соседние губернии для сбора добровольных пожертвований. В эти трагические дни на помощь голодающему населению пришел американский народ. В США создается специальная организация — Американская администрация помощи (АРА). Она открывает в Башкортостане приюты для сирот, столовые, в большом количестве доставляет продовольствие, медикаменты, одежду и обувь. Но вскоре по решению советских властей, деятельность организации прекращается.
Также перед Башкирским правительством предстояла задача территориального расширения республики на основе прежних Башкирских кантонов. В ходе долгих переговоров с Центром, республике удалось вернуть большую часть башкирских земель, кроме того Халиков просил у Москвы возвращения территорий в районе городов Златоуст, Оренбург и горы Магнитная (ныне город Магнитогорск), Мензелинский уезд и другие.
В 1925 году Муллаян Халиков был отозван в Москву, где работал в правлении Россельхозбанка, в коллегии Наркомфина РСФСР, в Управлении народнохозяйственного учета РСФСР. После вынужденного переезда в Москву, но Муллаян Давлетшинович очень переживал за земляков, проживающих в западных и северо-западных районах Башкортостана. Его беспокоило, что он своевременно не смог оказать данному региону помощь по кадровой политике. Газеты продолжали выходить только на татарском языке, обучение в школе тоже велось только на этом языке. 25 июля 1937 года Халиков был арестован по обвинению в участии в антисоветской националистической организации и был репрессирован, а 27 сентября того же года расстрелян. Реабилитирован в 1958 году.

## Память
- В рамках празднования 90-летия провозглашения Советской автономии Башкортостана, в бывшей его столице, в городе Стерлитамак 24 марта 2009 года состоялось торжественное открытие мемориальной доски Муллаяну Халикову[7].
- В марте 2022 года был открыт бюст Муллаяну Халикову.[8]

## Фильмография
- В фильме первая республика (2019)

### Видеозаписи
- Личность в башкирской истории: Муллаян Халиков
- Преемник Валидова
- Северо-запад в борьбе за автономию на YouTube